# RBS 23 Bamse

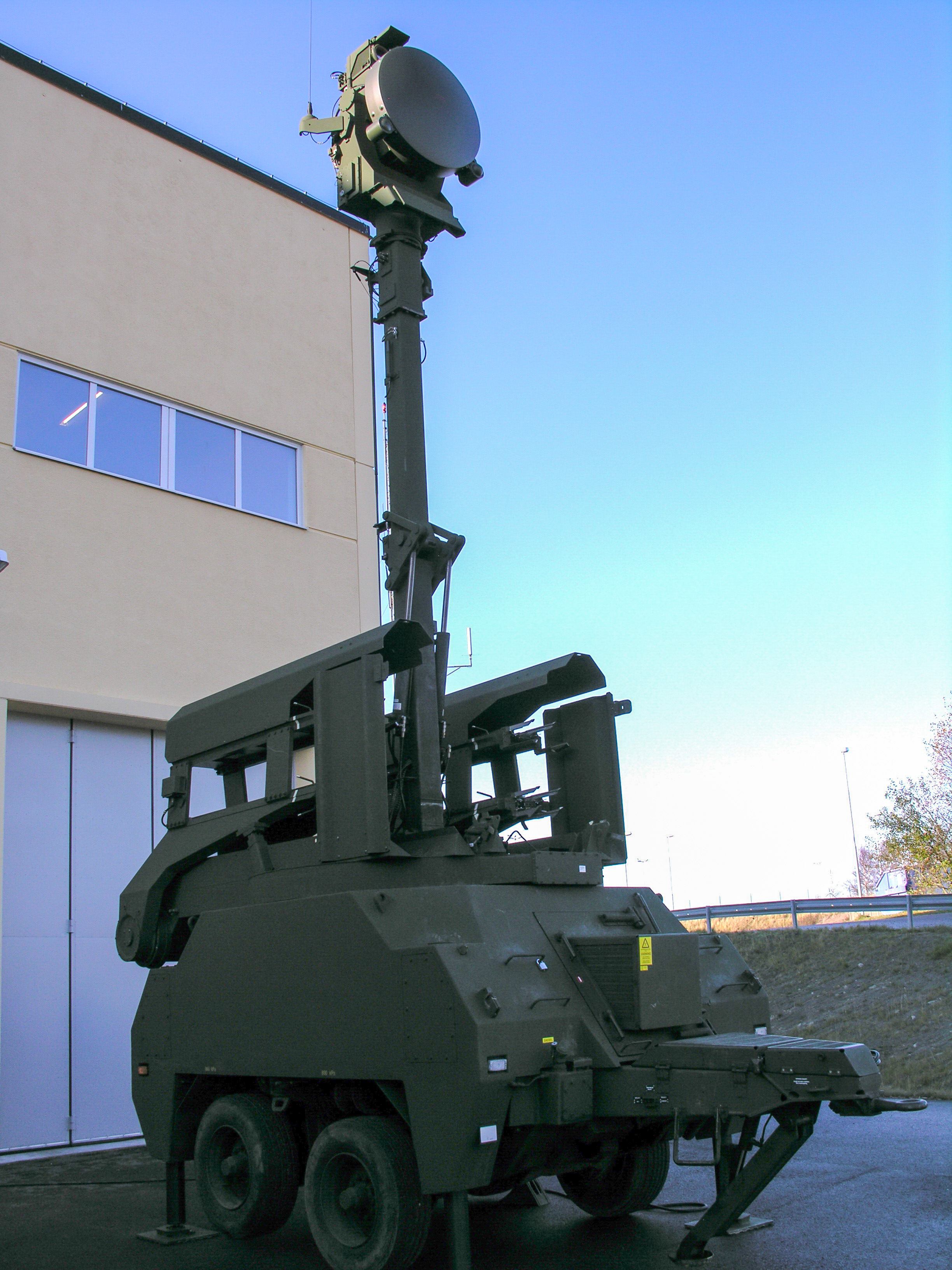
RBS 23 BAMSE

RBS 23 Bamse — зенітно-ракетний комплекс середньої дальності, розроблений у Швеції компаніями Bofors та Ericsson Microwave Systems (увійшли до групи Saab).

## Характеристики ЗРК
Пускова установка (ПУ) ЗРК RBS 23 BAMSE за термінологією розробника виконує функції центру керування ракетами (Missile Control Centers, MCC), яких на ПУ розміщується 6 шт. у транспортно-пускових контейнерах.
Дальність польоту ракет становить 20 км, висота — до 15 км. Максимальна швидкість польоту -приблизно 900 м/с. Метод наведення — командний, «три точки».
MCC виконаний у вигляді буксированого причепу й містить робочі місця для двох операторів.
Для наведення ракет застосовується оптична система, а також моноімпульсна РЛС управління вогнем (FCR) міліметрового діапазону Eagle (34-35 ГГц), які піднімаються на щоглі на висоту до 8 м. На щоглі також розташована антенна радіолінії. Така висота забезпечує можливість прийняття даних цілевказування по радіолінії з РЛС Giraffe AMB на відстані 10 — 15 км. Одна РЛС Giraffe AMB одночасно може виконувати функції командного пункту та РЛС цілевказування (Surveillance and Control Center, SCC) для 6 пускових установок (ПУ) ЗРК RBS 23 Bamse.
Час перезаряджання 6 ракет — 4 хв., час розгортання MCC з похідного положення у бойове не перевищує 10 хв.
Одна ПУ ЗРК Bamse за даними виробника SAAB Bofors Dynamics здатна прикрити територію площею понад 1500 км².

## Галерея

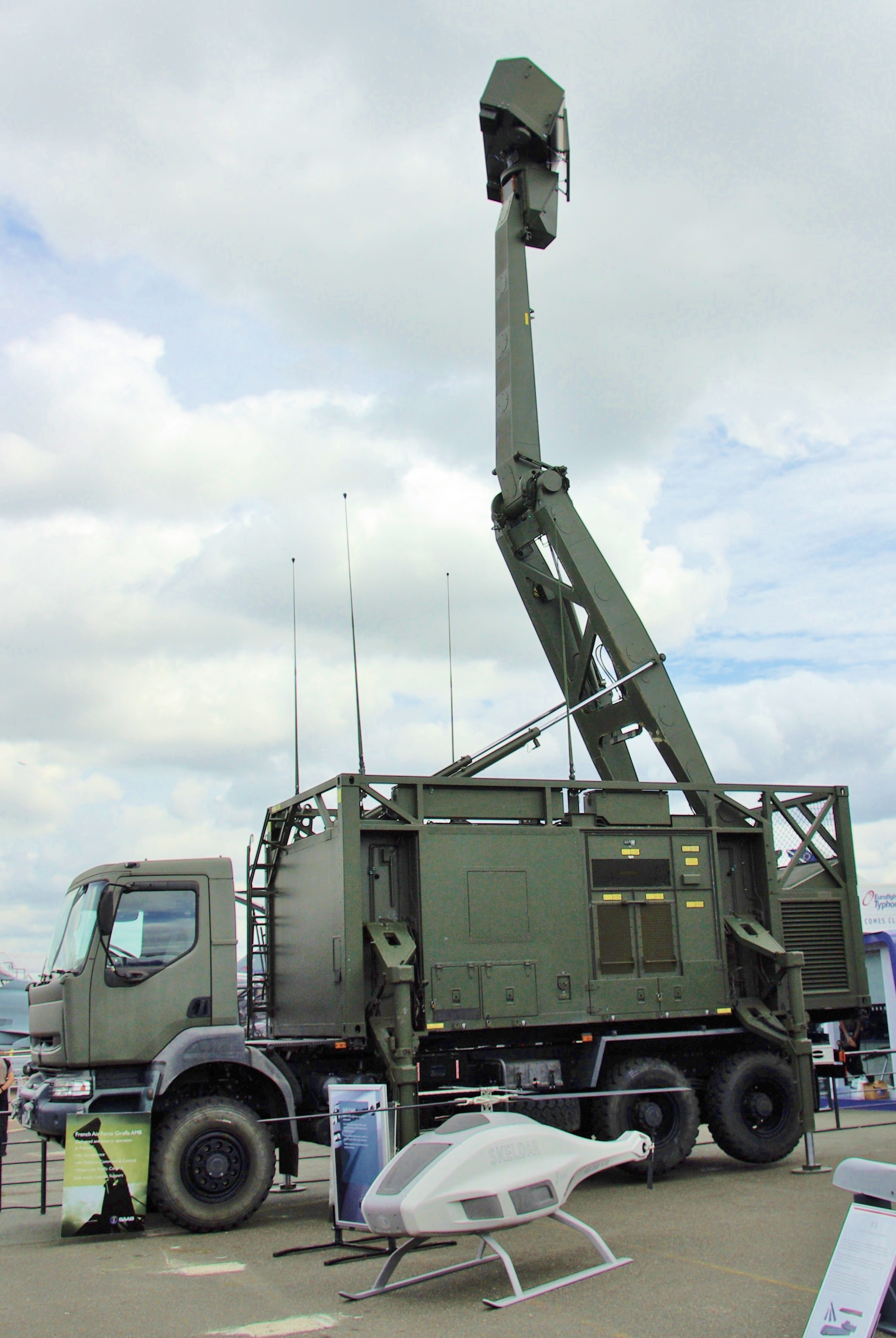
РЛС Giraffe AMB - радар на аерошоу в  Ле Бурже, 2007 р.
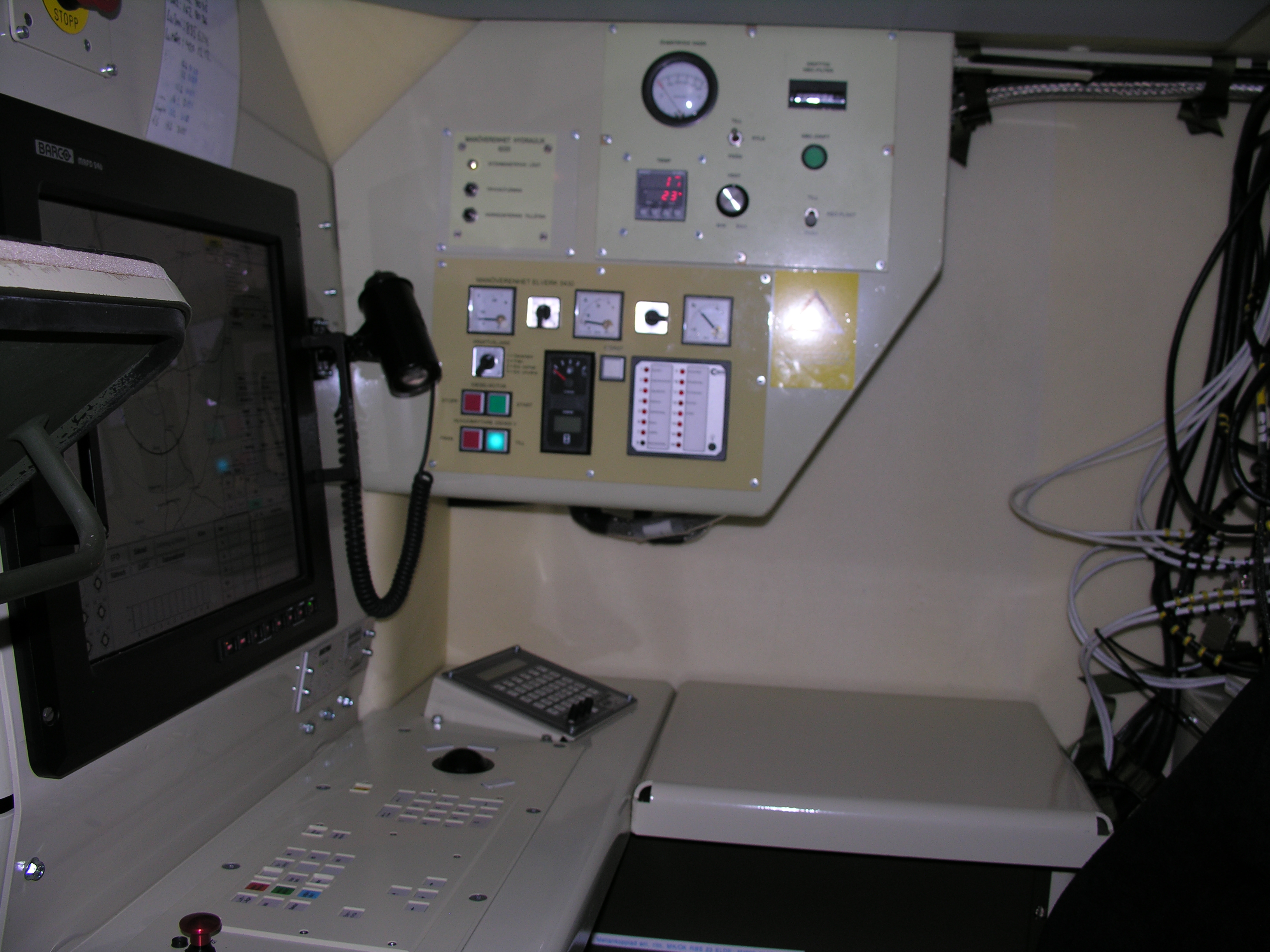
Робоче місце одного з операторів RBS 23 BAMSE
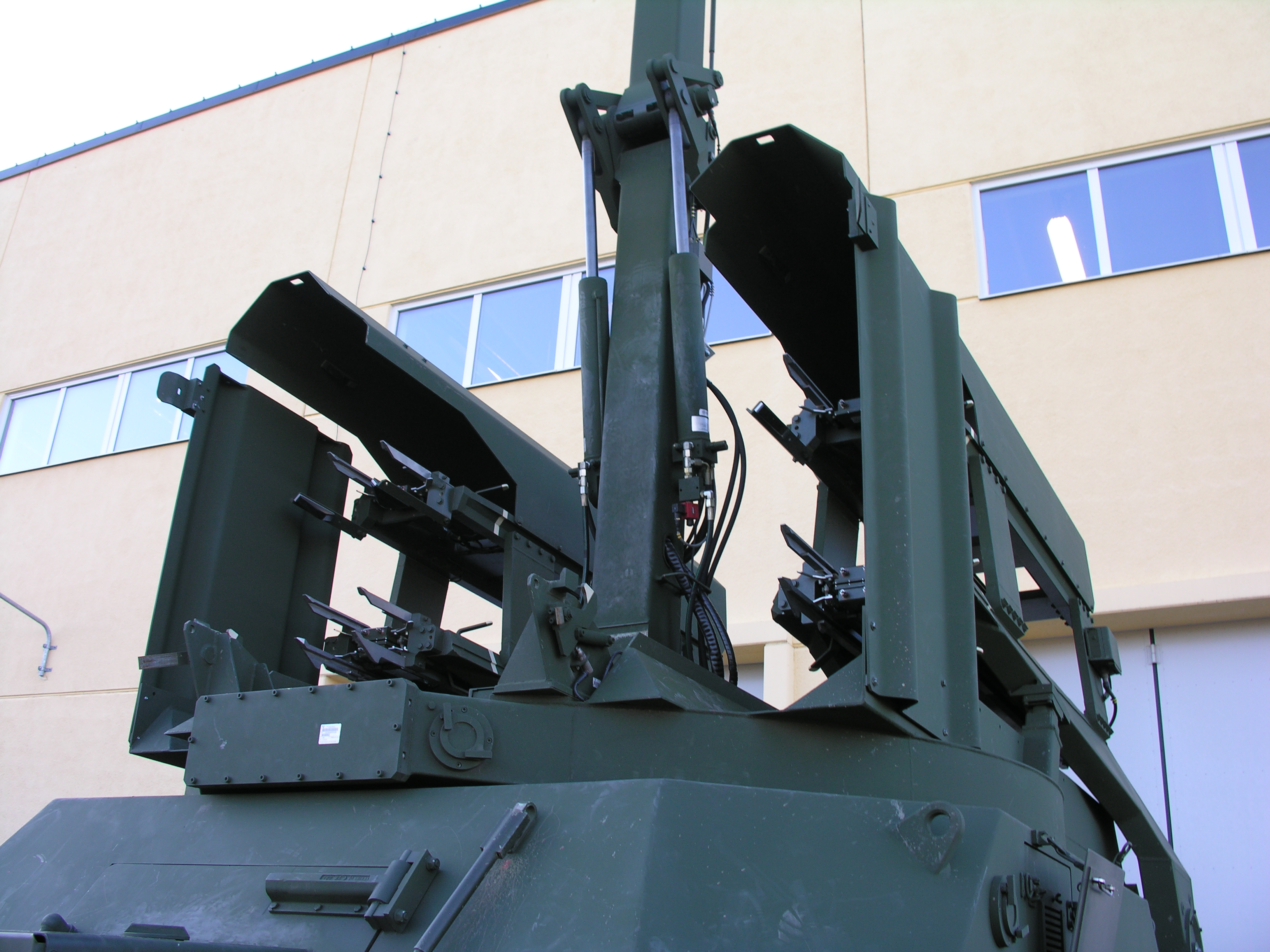
Місця для кріплення ракет в RBS 23 BAMSE